# Otoci Nurana
Otoci Nurana su skupina od 2 umjetna otoka istočno od Sjevernog grada u Bahreinskom otočju, koji leže 9 km zapadno od glavnog grada Maname, na otoku Bahreinu.

## Povijest izgradnje
Prijedlog plana grada izrađen je 2000. godine, a dio su Sjevernog grada To je stambeno područje koje obnavlja i gradi Ministarstvo stanovanja u Bahreina. Sjeverna Nurana je namijenjena luksuznijim vilama, dok je Južna Nurana više srednje klase. Otoci su nedavno očišćeni od otpadaka.

## Uprava
Otoci pripadaju Sjevernom guvernoratu Bahreina.

## Promet
Nasip Jid al Haj povezuje Južnu Nuranu s otokom Bahrein.
Budući nasip nazvan Gulf Drive povezat će otoke Nurana s otokom Muharak kroz sve umjetne otoke na sjeveru.